# ترک‌ها در مقدونیه شمالی
ترک‌ها در مقدونیه شمالی (مقدونی: Македонски Турци) قومیتی ترک هستند که سومین قومیت از لحاظ جمعیت در مقدونیه شمالی را تشکیل می‌دهند. با توجه به آمار سال ۲۰۰۲، حدود ۷۷٬۹۵۹ ترک در مقدونیه زندگی می‌کنند، و چیزی حدود ۳٫۸٪ جمعیت را تشکیل می‌دهند. جامعه ترک در مقدونیه در سنتار ژوپا و شهرداری پلاسنیکا اکثریت را تشکیل می‌دهند.
جامعه ترک ادعا می‌کنند که شمار ترک‌ها بیشتر است و حدود ۱۷۰٬۰۰ تا ۲۰۰٬۰۰۰ ترک در مقدونیه شمالی زندگی می‌کنند. همچنین ۱۰۰٬۰۰۰ توربش نیز به هویت ترکی وابستگی قوی‌ای دارند.

## فرهنگ

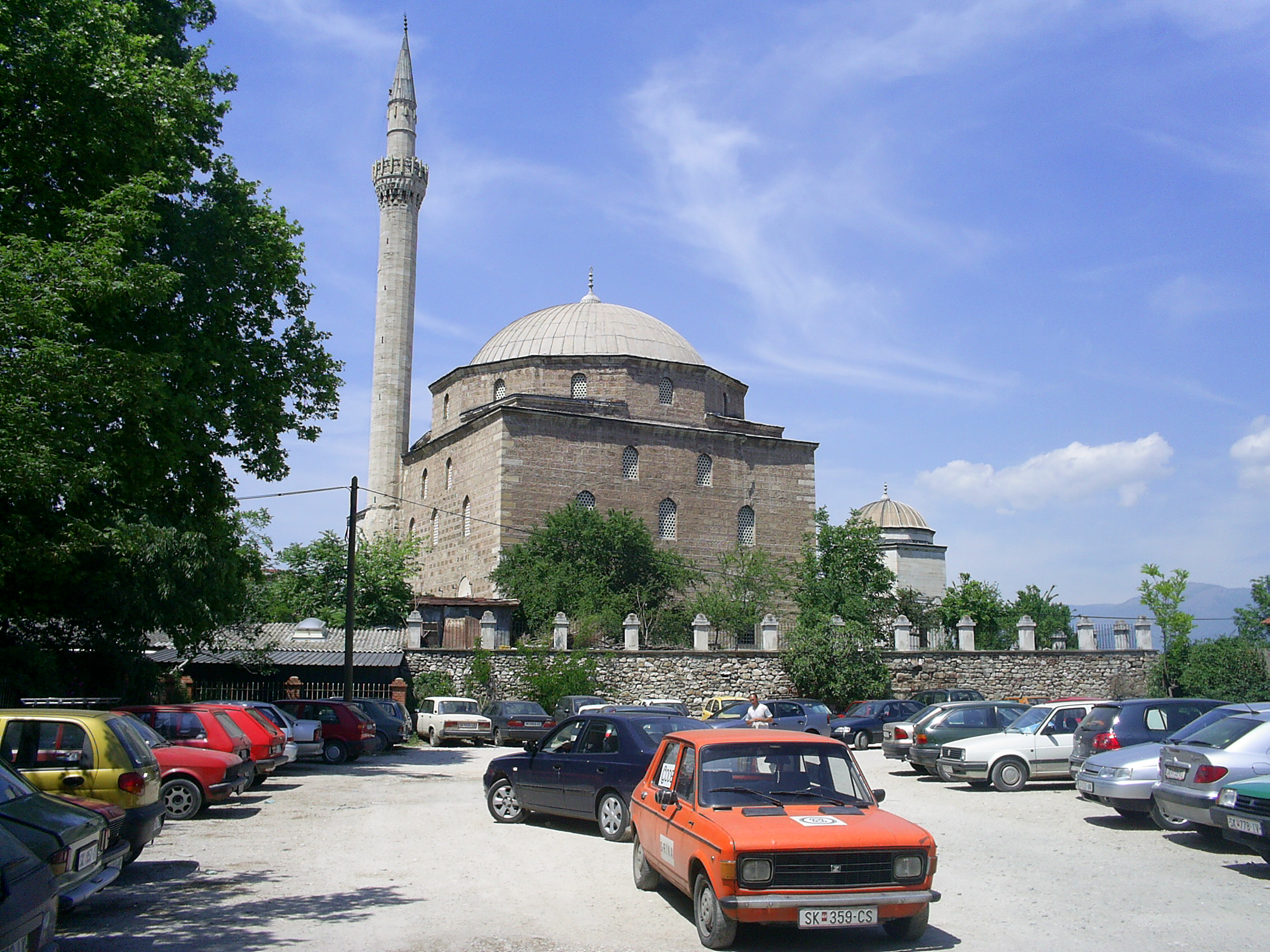
مسجد مصطفی پاشا

### زبان
ترک‌های مقدونی به زبان ترکی استانبولی سخن می‌گویند و همچنین قادر به سخن گفتن در زبان‌های آلبانیایی و مقدونی نیز هستند. زبان ترکی در مقدونیه با ترکیب اسلاوی و یونانی سخن گفته می‌شود و همین یک گویش ترکی-مقدونی ایجاد می‌کند.

### دین
با توجه به آمار سال ۲۰۰۲ ترک‌ها ۱۲ درصد جمعیت مسلمان مقدونیه شمالی را تشکیل می‌دهند.

## پراکندگی
از دهه ۱۹۶۰، ترک‌های مقدونیه‌ای به چندین کشور در اروپای غربی مهاجرت کرده‌اند. به طور مثال، حدود ۵٬۰۰۰ ترک مقدونیه‌ای در سوئد و اکثراً در شهر مالمو زندگی می‌کنند. آن‌ها در سال ۱۹۷۳ باشگاه فوتبال ترکی-سوئدی prespa را تشکیل دادند. همچنین جوامع مقدونیه ترکیه‌ای در آلمان و سوئیس نیز حضور دارند.

## روز ملی
ترک‌ها در مقدونیه نیز روز ملی خود یعنی روز تحصیل در زبان ترکی را دارند. با تصمیم دولت جمهوری مقدونیه در سال ۲۰۰۷، ۲۱ دسامبر به یک روز ملی و غیر کاری برای جامعه ترک در کشور تبدیل شد.